# Градец (Сливенская область)
Гра́дец (болг. Градец) — село в Болгарии. Находится в Сливенской области, входит в общину Котел. Население составляет 4 089 человек.

## Политическая ситуация
В местном кметстве Градец, в состав которого входит Градец, должность кмета (старосты) исполняет Андон Стефанов Вандаков (коалиция партий: национальное движение «Симеон Второй» (НДСВ) и Движение «За права и свободы» (ДПС)) по результатам выборов.
Кмет (мэр) общины Котел — Христо Русев Киров (коалиция партий: национальное движение «Симеон Второй» (НДСВ) и Движение «За права и свободы» (ДПС)) по результатам выборов.

## Фото

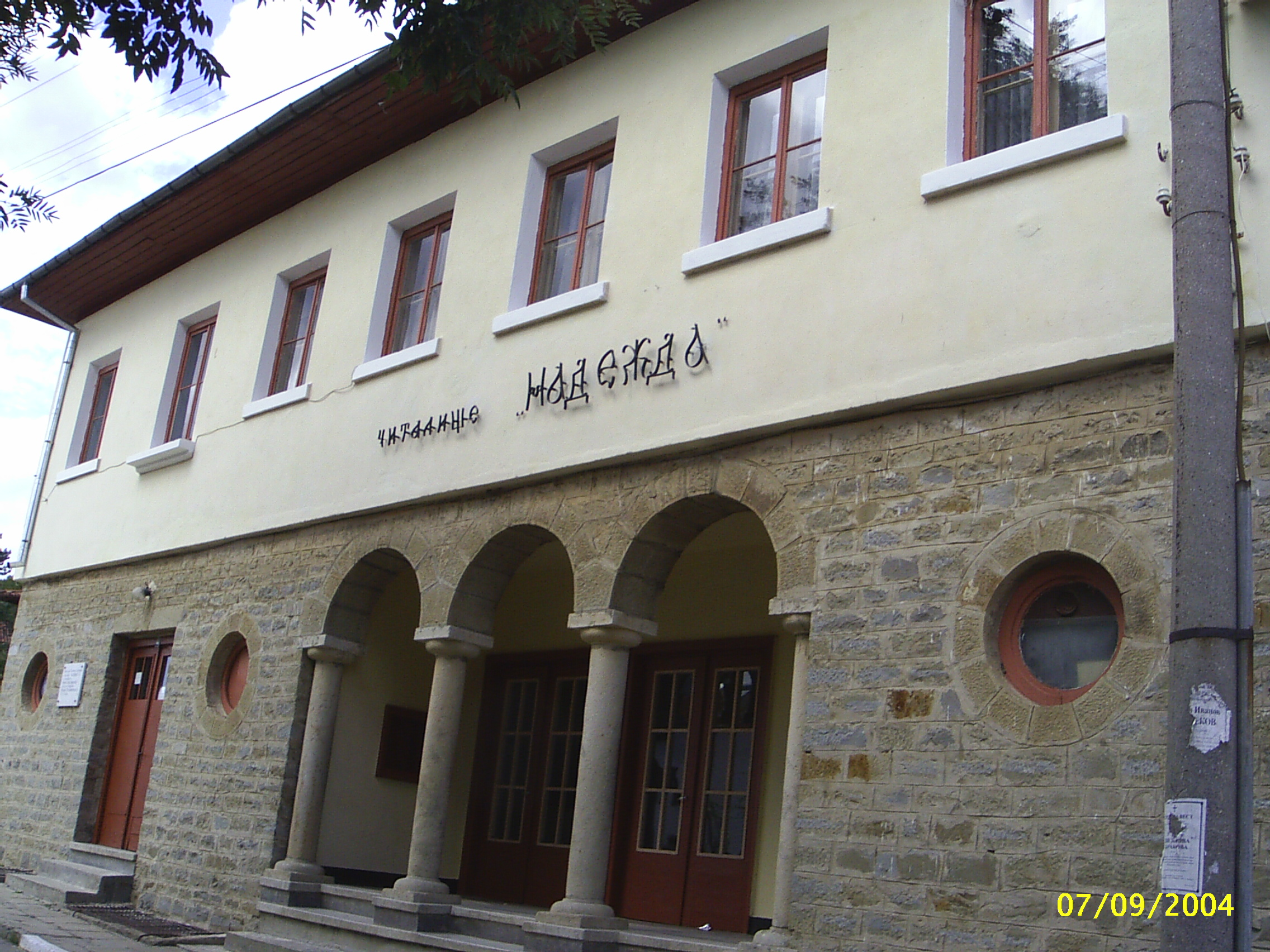
Читалиште Надежда, основано в 1869 году
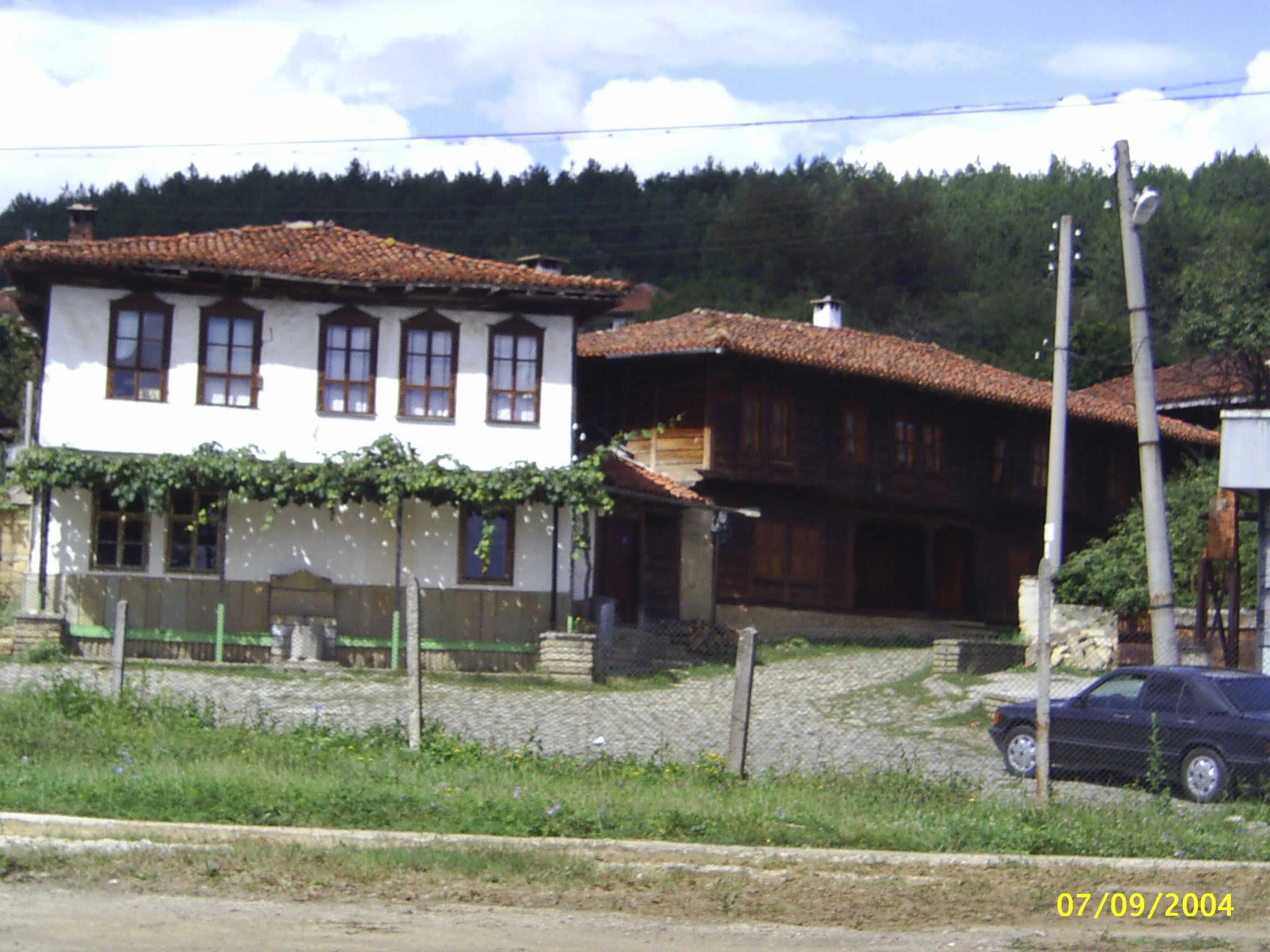
Градец
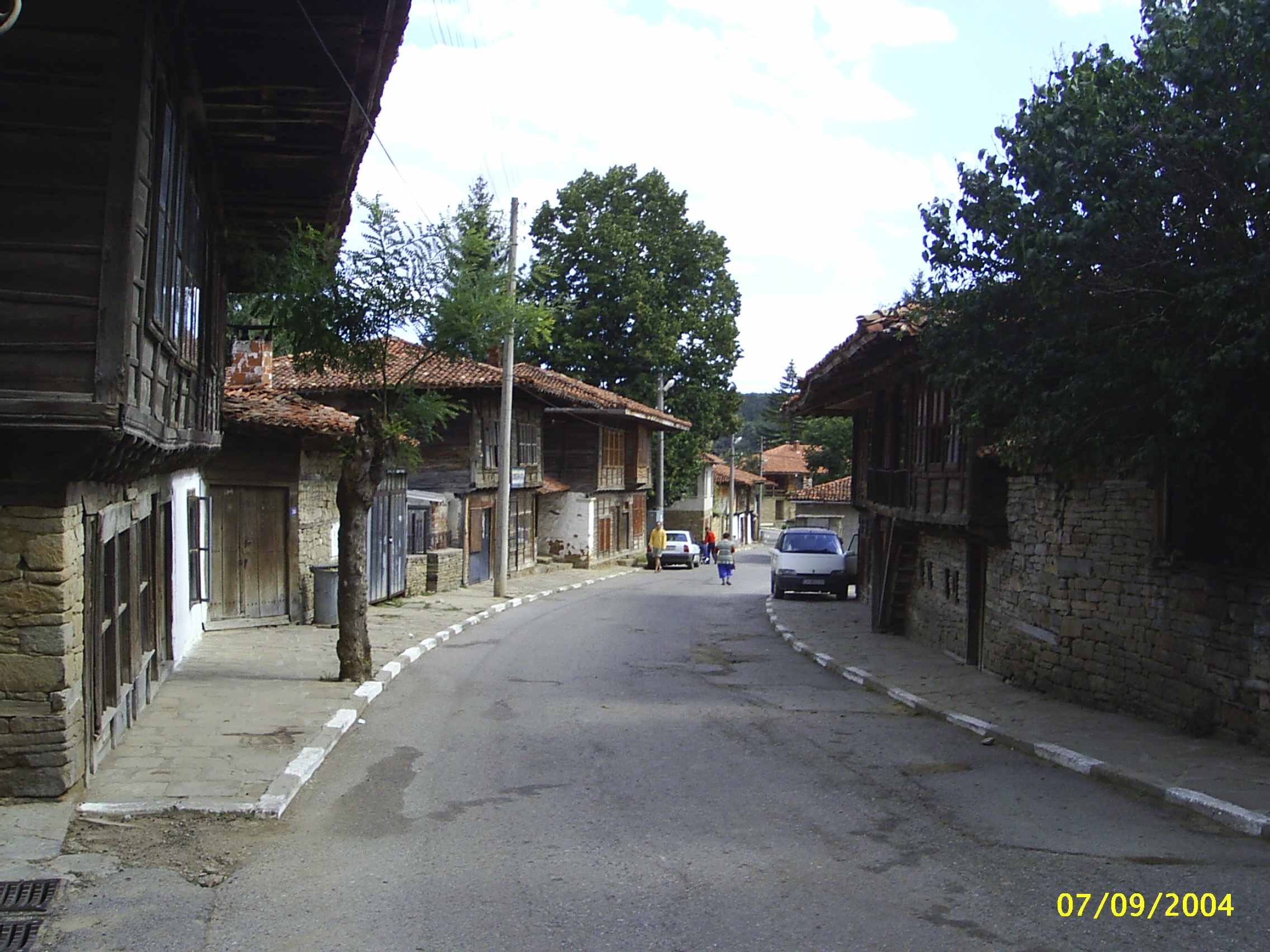
Главная улица села
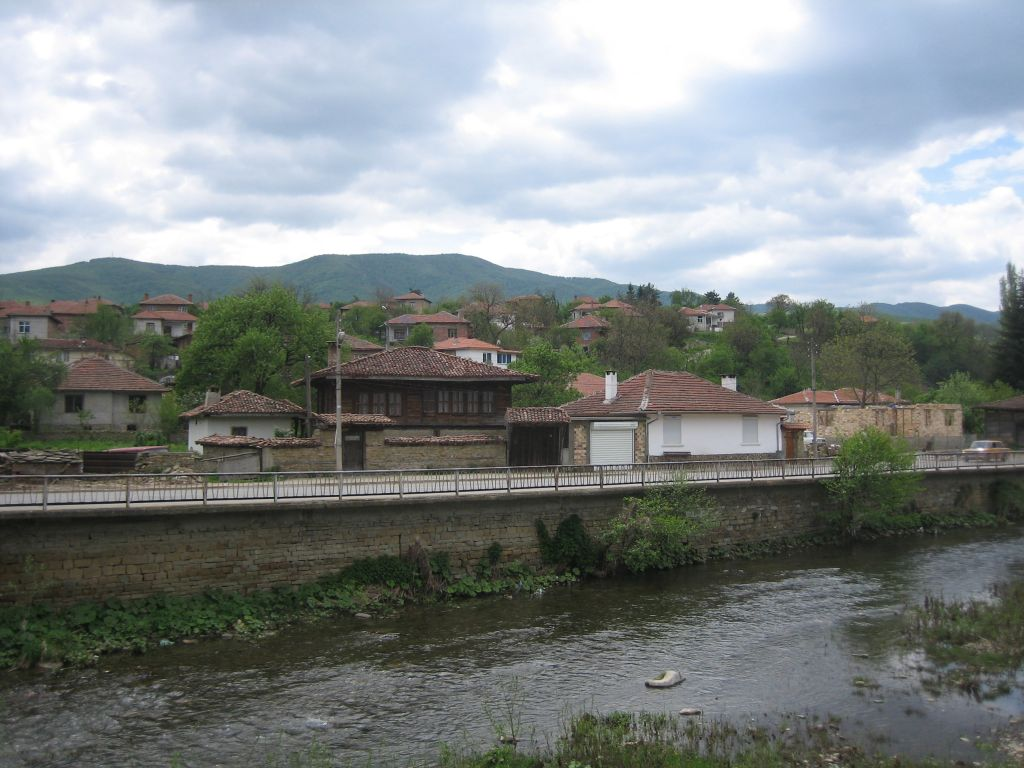
Градец